# Elatostema crassiusculum
Elatostema crassiusculum är en nässelväxtart som beskrevs av Wen Tsai Wang. Elatostema crassiusculum ingår i släktet Elatostema och familjen nässelväxter. Inga underarter finns listade i Catalogue of Life.